# Parananochromis longirostris
Parananochromis longirostris är en fiskart som först beskrevs av Boulenger, 1903.  Parananochromis longirostris ingår i släktet Parananochromis och familjen Cichlidae. IUCN kategoriserar arten globalt som livskraftig. Inga underarter finns listade i Catalogue of Life.